# Мирослава Кортенска
Мирослава Стефанова Кортенска е българска театрална критикчка, културоложка и медийна експертка. Преподавател е в катедра „Кино, телевизия и театър“ в Югозападния университет в Благоевград (от 2000 г.) и изследовател на културните процеси на XX век. Член е на Съюза на българските писатели и Съюза на учените в България.

## Биография
Родена е на 5 ноември 1953 година в София в семейството на актьора Стефан Кортенски и актрисата Веса Кортенска. Завършва ВИТИЗ в София, при проф. Любомир Тенев.
От 1976 до 1991 година работи като драматург в Драматичния театър в Стара Загора и в Държавния сатиричен театър. От 1993 до 1996 година е преподавател и заместник-декан на Магистърски факултет в Нов български университет (НБУ). Ръководител на магистърска програма „Журналистиката като четвърта власт“ на НБУ и Американския университет в Благоевград.
През 1997 година е съветник в Комисията по култура и медии в XXXVIII народно събрание и експерт по написването на Закона за електронни медии. От 2002 до 2005 г. е член на Художествения съвет на Българската национална телевизия (БНТ).
От 2008 до 2010 година е член на Художествения съвет на Българското национално радио (БНР), програма „Христо Ботев“. Между 2009 и 2011 г. е автор и водещ на предаването „Врата към Европа“ по БНР, програма „Христо Ботев“. Предаването получава две награди от Комитета по образование на Европейската комисия през 2009 и 2010 г.
Автор е на множество коментари, статии и анализи по болезнени въпроси на българския преход в електронните и печатни медии на България.
През 2011 и 2012 година е член на изпълнителния съвет на Фонд „Научни изследвания“.
През 2013 и 2014 година е автор и водещ на седмичното телевизионно предаване за култура „От другата страна“, News7.
Член е на Съюза на българските писатели и Съюза на учените в България.
Владее френски, немски и руски език.

## Семейство
Мирослава Кортенска е съпруга на актьора Кирил Господинов, с когото има една дъщеря.

## Смърт
Мирослава Кортенска умира на 67 години на 13 април 2021 година поради усложнения от заразяване с Ковид-19.

## Филми
Мирослава Кортенска е сценарист на документалните филми на БНТ „Отместеното поколение“ (1999 г.) и „Възстановителна репетиция“ (2005 г.).